# Liste der Biografien/Lea
Liste der Biografien |
Portal Biografien |
Personensuche
# |
A |
B |
C |
D |
E |
F |
G |
H |
I |
J |
K |
L |
M |
N |
O |
P |
Q |
R |
S |
T |
U |
V |
W |
X |
Y |
Z |
?
 
La |
Lb |
Lc |
Le |
Lg |
Lh |
Li |
Lj |
Ll |
Lm |
Lo |
Lp |
Lt |
Lu |
Lv |
Lw |
Lx |
Ly |
Lz
 
Lea |
Leb |
Lec |
Led |
Lee |
Lef |
Leg |
Leh |
Lei |
Lej |
Lek |
Lel |
Lem |
Len |
Leo |
Lep |
Leq |
Ler |
Les |
Let |
Leu |
Lev |
Lew |
Lex |
Ley |
Lez
Die Liste der Biografien führt alle Personen auf, die in der deutschsprachigen Wikipedia einen Artikel haben. Dieses ist eine Teilliste mit 316 Einträgen von Personen, deren Namen mit den Buchstaben „Lea“ beginnt.

## Lea
- Lea (* 1992), deutsche Singer-SongwriterinLea (* 1992)

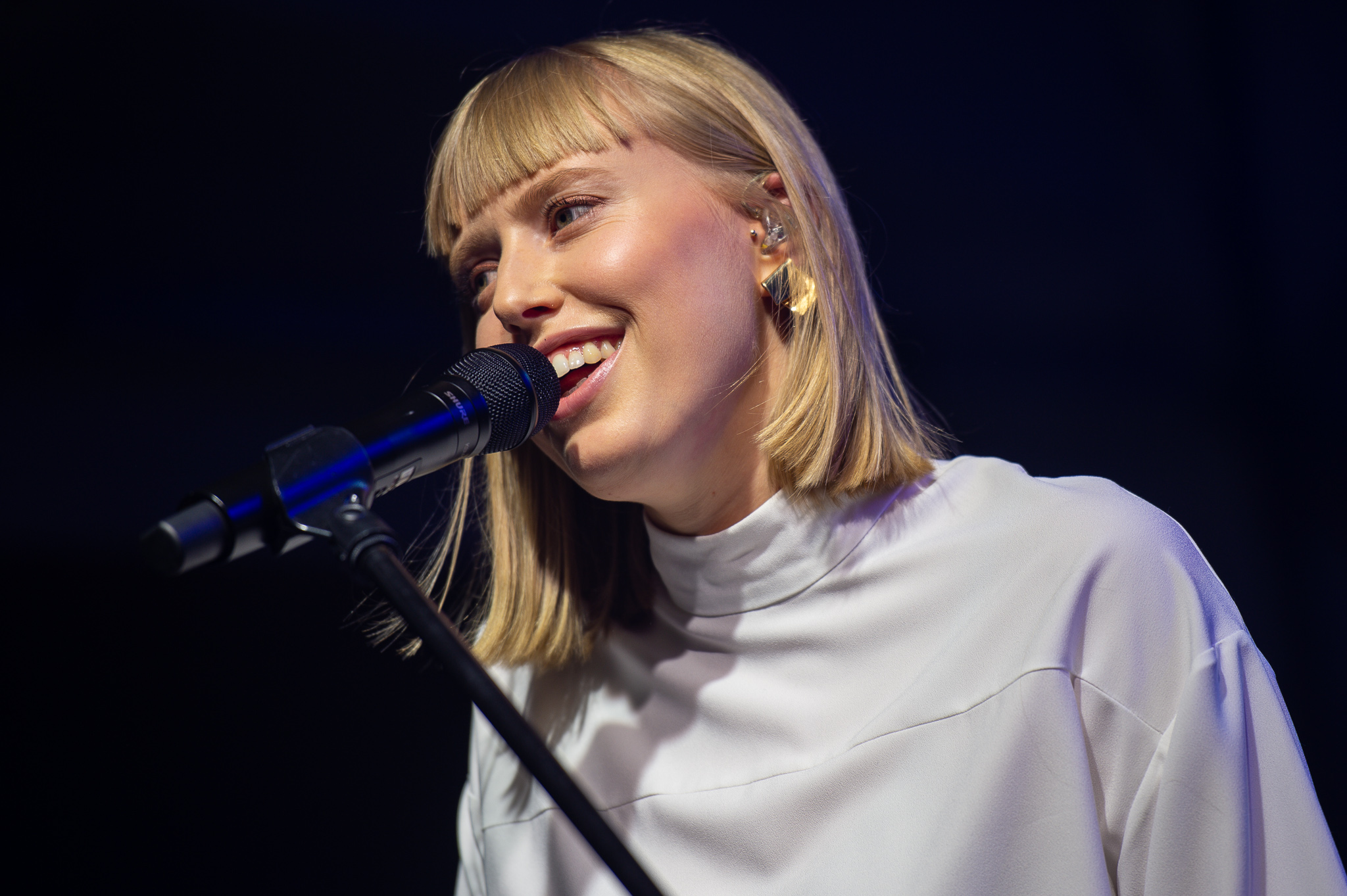
Lea (* 1992)

- Léa Siliki, James (* 1996), französisch-kamerunischer Fußballspieler
- Léa von Belgien (* 1951), belgische Gattin Alexanders von Belgien
- Lea von Rom († 384), Jungfrau und Heilige
- Lea, Barbara (1929–2011), US-amerikanische Jazzsängerin und Schauspielerin
- Lea, Benjamin J. (1833–1894), US-amerikanischer Jurist und Politiker
- Lea, Bobby (* 1983), US-amerikanischer Bahn- und Straßenradrennfahrer
- Lea, Clarence F. (1874–1964), US-amerikanischer Politiker
- Lea, David, Baron Lea of Crondall (* 1937), britischer Gewerkschafter, Politiker (Labour Party) und Mitglied des House of Lords
- Lea, Derek, britischer Stuntman und Schauspieler
- Lea, Henry A. (1920–2013), deutschamerikanischer Literaturwissenschaftler
- Lea, Henry Charles (1825–1909), amerikanischer Historiker
- Lea, Homer (1876–1912), amerikanischer Autor und Militärstratege
- Lea, Isaac (1792–1886), US-amerikanischer Conchologist, Geologe und Geschäftsmann
- Lea, Jim (1932–2010), US-amerikanischer Sprinter
- Lea, Luke (1783–1851), US-amerikanischer Politiker
- Lea, Luke (1879–1945), US-amerikanischer Politiker (Demokratische Partei)
- Lea, Marthe (* 1990), norwegische Jazz- und Improvisationsmusikerin (Saxophon, Klarinette, Komposition)
- Lea, Matthew Carey (1823–1897), US-amerikanischer Chemiker
- Lea, Nicholas (* 1962), kanadischer SchauspielerNicholas Lea (* 1962)

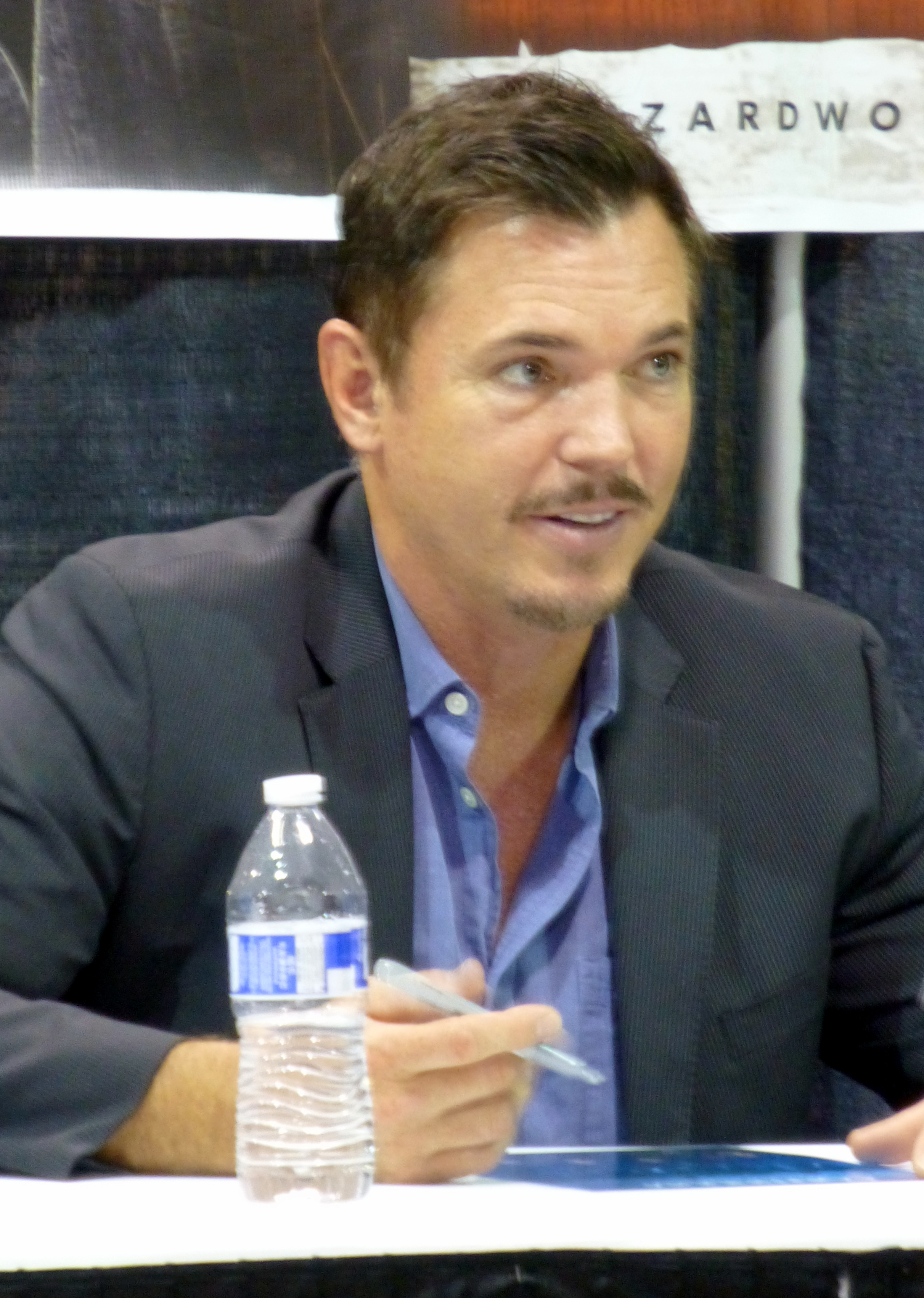
Nicholas Lea (* 1962)

- Lea, Preston (1841–1916), US-amerikanischer Politiker
- Lea, Pryor (1794–1879), US-amerikanischer Politiker
- Lea, Ron (* 1952), kanadischer Schauspieler
- Lea, Ruth (* 1947), britische Ökonomin und Finanzjournalistin
- Lea, Synne (* 1974), norwegische Autorin

### Leaa
- Leaʻalafa, Micah (* 1991), salomonischer Fußballspieler

### Leac
- Leacche, Giovanni (* 1950), italienischer Pornofilmregisseur und Fernsehregisseur
- Leach, Abby (1855–1918), US-amerikanische Klassische Philologin
- Leach, Bernard (1887–1979), britischer Töpfer mit enger Beziehung zu Japan und Verfasser von Büchern zur Töpferei
- Leach, Buddy (1934–2022), US-amerikanischer Politiker
- Leach, Carlton (* 1959), englischer Hooligan und Schriftsteller
- Leach, Daniel (* 1986), australischer Fußballspieler
- Leach, DeWitt C. (1822–1909), US-amerikanischer Politiker
- Leach, Dick (1940–2023), US-amerikanischer Tennisspieler und -trainer
- Leach, Edmund (1910–1989), britischer Naturwissenschaftler, Elektrotechniker und Ethnosoziologe
- Leach, Edward Pemberton (1847–1913), britischer General, Träger des Victoria-Kreuzes
- Leach, Edwin R. (1878–1971), US-amerikanischer Entomologe
- Leach, Gregory John (* 1952), australischer Botaniker
- Leach, Hazel (* 1956), britische Jazzmusikerin
- Leach, Henry (1923–2011), britischer ehemaliger First Sea Lord der Royal Navy
- Leach, James Madison (1815–1891), US-amerikanischer Politiker
- Leach, James Thomas (1805–1883), US-amerikanischer Arzt, Plantagenbesitzer und Politiker
- Leach, Jay (* 1979), US-amerikanischer Eishockeyspieler
- Leach, Jesse (* 1978), US-amerikanischer SängerJesse Leach (* 1978)

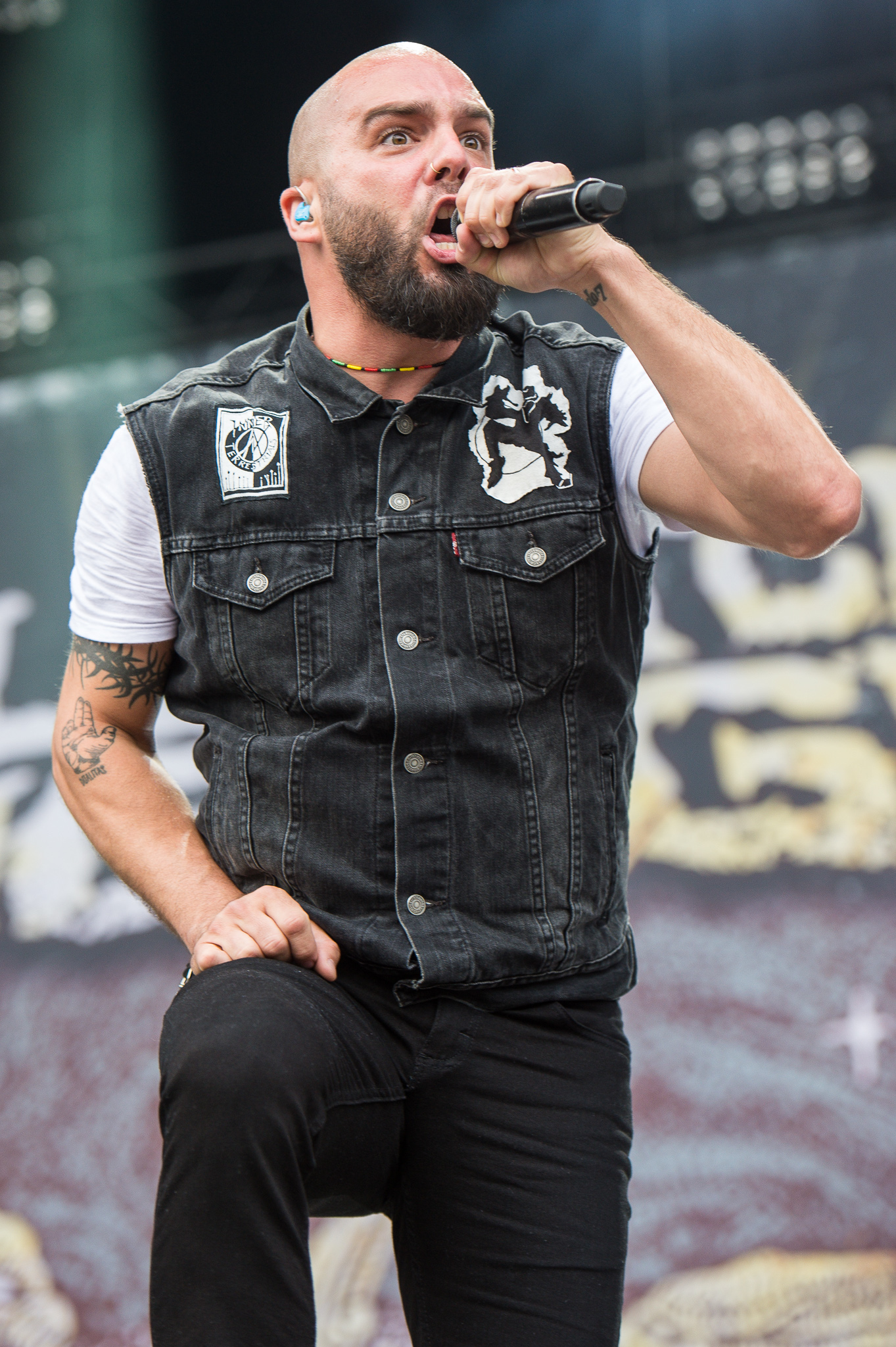
Jesse Leach (* 1978)

- Leach, Jim (1942–2024), US-amerikanischer Politiker
- Leach, John (1760–1834), englischer Jurist, Richter und Politiker
- Leach, Johnny (1922–2014), englischer Tischtennisspieler
- Leach, Jon (* 1973), US-amerikanischer Tennisspieler
- Leach, Julie (* 1957), US-amerikanische Kanutin und Triathletin
- Leach, Lori-Lynn (* 1968), kanadische Triathletin
- Leach, Mary Jane (* 1949), US-amerikanische Komponistin
- Leach, Mike (* 1960), US-amerikanischer Tennisspieler
- Leach, Reggie (* 1950), kanadischer Eishockeyspieler
- Leach, Rick (* 1964), US-amerikanischer Tennisspieler
- Leach, Robert M. (1879–1952), US-amerikanischer Politiker
- Leach, Rodney, Baron Leach of Fairford (1934–2016), britischer Politiker und Peer
- Leach, Rosemary (1935–2017), britische Schauspielerin
- Leach, Sam (* 1973), australischer Maler
- Leach, Steve (* 1966), US-amerikanischer Eishockeyspieler
- Leach, Wilford (1929–1988), US-amerikanischer Theaterregisseur, Bühnenbildner, Filmregisseur und Drehbuchautor
- Leach, William Elford (1790–1836), britischer Zoologe und Meeresbiologe
- Leachim († 1151), Vizedoge von Venedig
- Leachman, Cloris (1926–2021), US-amerikanische SchauspielerinCloris Leachman (1926–2021)

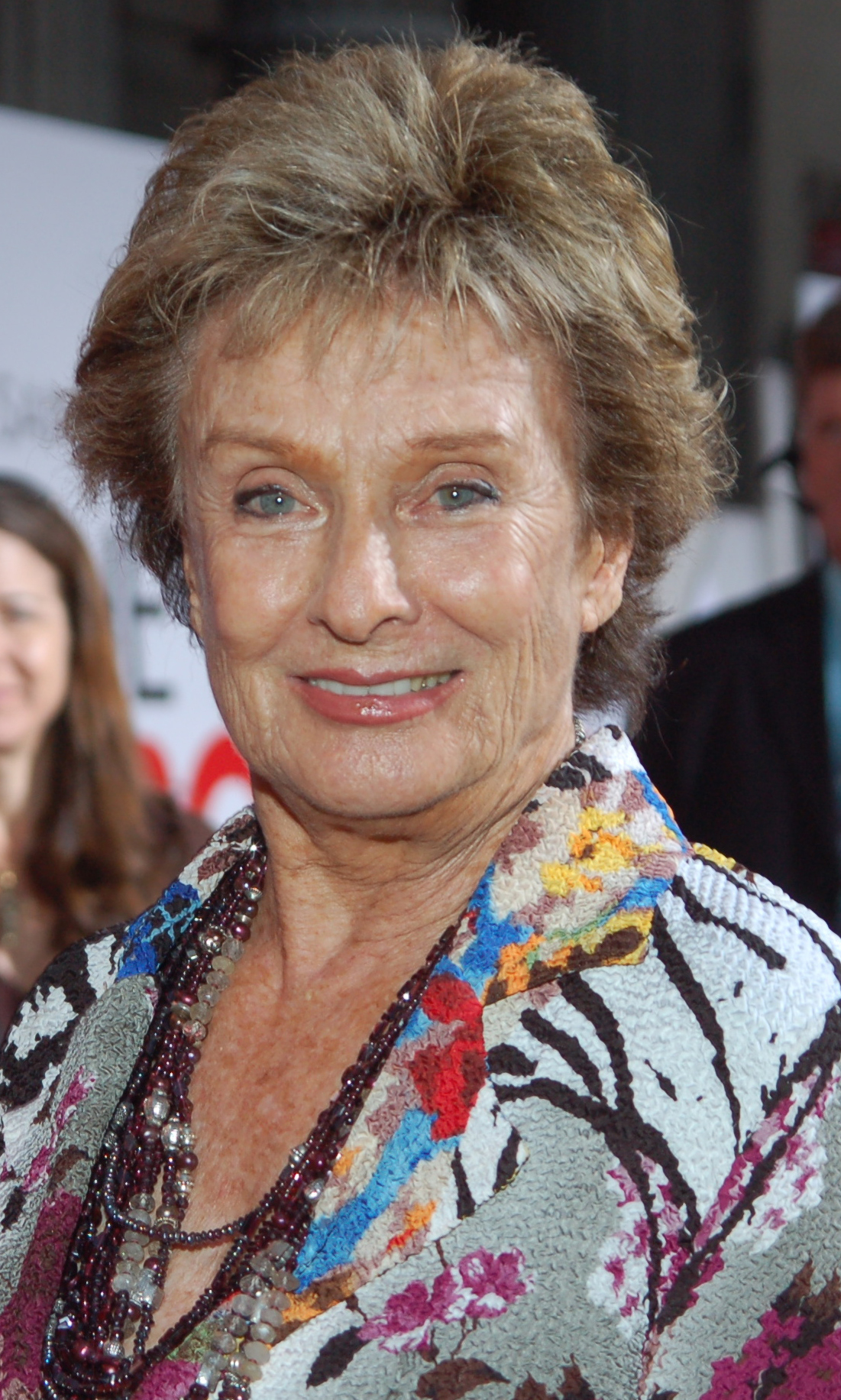
Cloris Leachman (1926–2021)

- Leacock, Eleanor (1922–1987), US-amerikanische Anthropologin
- Leacock, Elias, kanadischer Schauspieler
- Leacock, Matt (* 1971), amerikanischer Spieleautor
- Leacock, Philip (1917–1990), britischer Filmregisseur
- Leacock, Richard (1921–2011), britischer Kameramann und Regisseur von Dokumentarfilmen
- Leacock, Richard (* 1968), kanadischer Schauspieler
- Leacock, Rivaldo (* 1998), barbadischer Hürdenläufer
- Leacock, Stephen (1869–1944), kanadischer Politikwissenschaftler, Ökonom, Schriftsteller und Humorist
- Leacock, Vienna, kanadische Schauspielerin und Synchronsprecherin
- Leacock, Viv (* 1974), kanadischer Schauspieler und Synchronsprecher

### Lead
- Leadbeater, Benjamin (1773–1851), britischer Ornithologe, Taxidermist und Naturalienhändler
- Leadbeater, Charles, britischer Trendforscher und Berater der britischen Regierung
- Leadbeater, Charles Webster (1847–1934), britischer Priester, Theosoph und Okkultist
- Leadbeater, Kim (* 1976), britische Politikerin (Labour Party)
- Leadbeater, Mark (* 1964), englischer Badmintonspieler (Guernsey)
- Leadbelly (1889–1949), US-amerikanischer BluessängerLeadbelly (1889–1949)

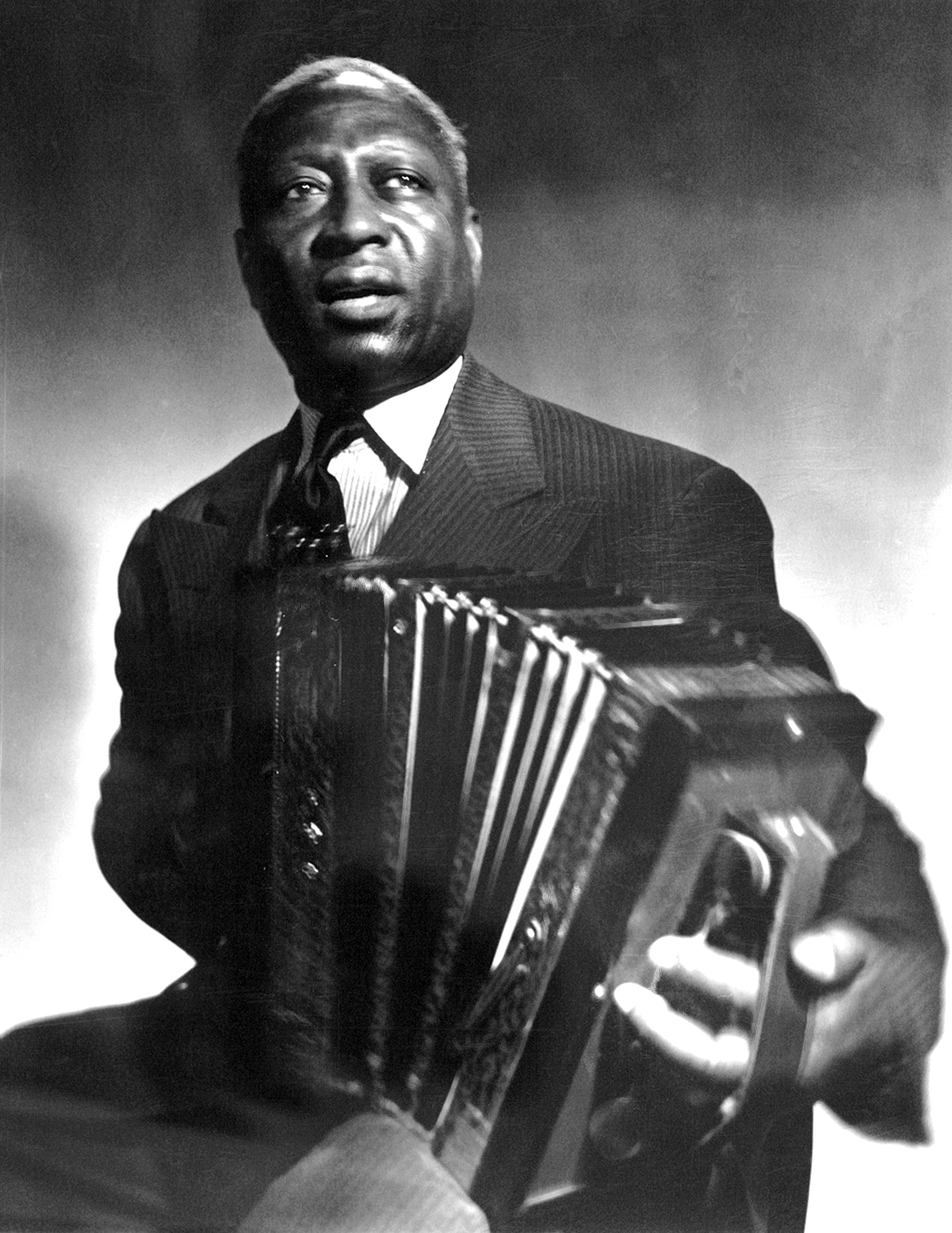
Leadbelly (1889–1949)

- Leadbetter, Daniel Parkhurst (1797–1870), US-amerikanischer Politiker
- Leadbetter, David (* 1952), britischer Golftrainer
- Leadbetter, James (* 1980), englischer Snookerspieler
- Leadbetter, Jimmy (1928–2006), schottischer Fußballspieler
- Leadbitter, Grant (* 1986), englischer Fußballspieler
- Leadbitter, Mike (1942–1974), britischer Blues-Forscher, Autor und Herausgeber
- Leade, Jane (1623–1704), christliche Mystikerin
- Leaden, Guillermo (1913–2014), argentinischer römisch-katholischer Ordensgeistlicher, Weihbischof in Buenos Aires
- Leader, Anton (1913–1988), US-amerikanischer Filmregisseur und Filmproduzent
- Leader, Benjamin Williams (1831–1923), englischer Landschaftsmaler
- Leader, Elliot (* 1935), britischer Physiker
- Leader, George Michael (1918–2013), US-amerikanischer Politiker
- Leader, Graham, Filmproduzent
- Leader, Imre (* 1963), britischer Mathematiker
- Leader, Joash (* 1990), Fußballspieler von St. Kitts und Nevis
- Leader, Thrizen (* 1984), Fußballspieler von St. Kitts und Nevis
- Leader, Zachary (* 1946), US-amerikanischer Anglist und Literaturwissenschaftler
- Leadon, Bernie (* 1947), US-amerikanischer Sänger, Gitarrist, Banjo- und Dobrospieler und SongwriterBernie Leadon (* 1947)

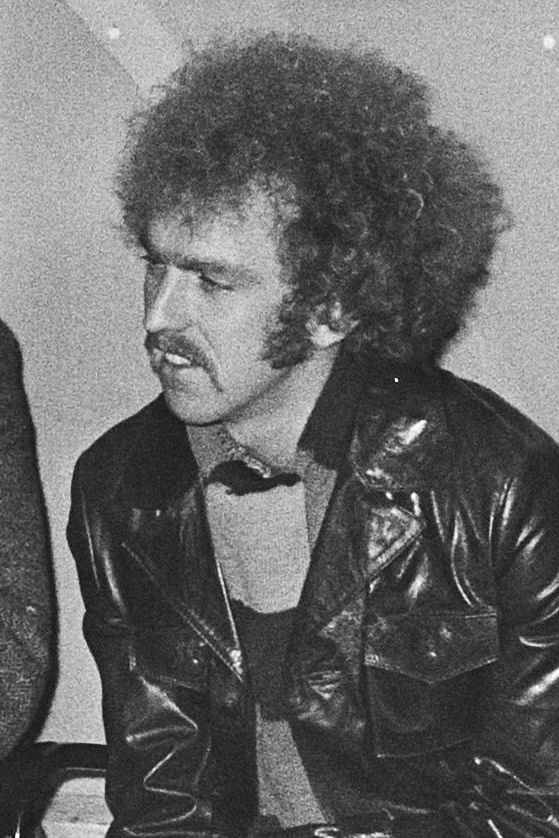
Bernie Leadon (* 1947)

- Leadsom, Andrea (* 1963), britische Politikerin (Conservative Party), Mitglied des House of Commons

### Leaf
- Leaf, Caroline (* 1946), US-amerikanisch-kanadische Animatorin
- Leaf, Charles (1895–1947), britischer Segler
- Leaf, Daniel P., US-amerikanischer General; stellvertretender und Interim-Kommandeur des United States Pacific Command
- Leaf, Earl (1905–1980), US-amerikanischer Fotograf
- Leaf, Henry (1862–1931), britischer Racketsspieler
- Leaf, Munro (1905–1976), amerikanischer Kinderbuchautor und -illustrator
- Leaf, Ryan (* 1976), US-amerikanischer American-Football-Spieler
- Leaf, T. J. (* 1997), US-amerikanisch-israelischer Basketballspieler
- Leafe, Reg (1914–2001), britischer Fußballschiedsrichter

### Leag
- Leagas, Patrick, englischer Musiker
- Leagros, griechisches Modell
- League, Michael (* 1984), amerikanischer Fusionmusiker (E-Bass, Keyboard, Mandoline, Komposition) und MusikproduzentMichael League (* 1984)

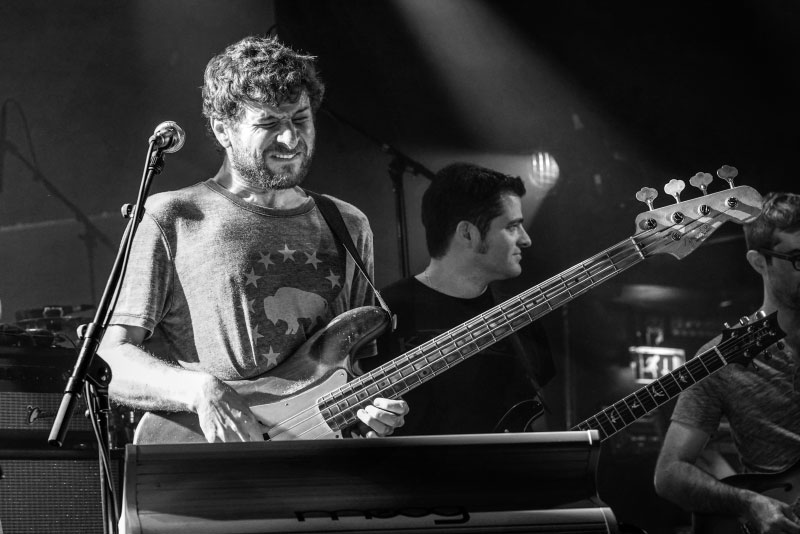
Michael League (* 1984)

### Leah
- Leah, Mike (* 1974), kanadischer Pokerspieler
- Leahcar, Rachael (* 1994), australische Popsängerin
- Leahey, Harry (1935–1990), US-amerikanischer Jazz-Gitarrist und Komponist
- Leahy, Anne (* 1952), kanadische Botschafterin
- Leahy, Brendan (* 1960), irischer Geistlicher, römisch-katholischer Bischof von Limerick
- Leahy, Con (1876–1921), irischer Leichtathlet
- Leahy, Conor (* 1999), australischer Radrennfahrer
- Leahy, Edward L. (1886–1953), US-amerikanischer Jurist und Politiker (Demokratische Partei)
- Leahy, Georgina (* 1987), britische Schauspielerin, Musikerin, Synchronsprecherin und Model
- Leahy, John (* 1950), US-amerikanischer Geschäftsmann und Pilot
- Leahy, Osmund A. (1915–1989), US-amerikanischer Offizier, Generalmajor der US Army
- Leahy, Patrick (1877–1927), irischer Leichtathlet
- Leahy, Patrick (* 1940), US-amerikanischer Politiker
- Leahy, Patrick (* 1979), US-amerikanischer Eishockeyspieler
- Leahy, Sarah (* 1999), irische Sprinterin
- Leahy, Tim (* 1975), US-amerikanischer Eishockeyspieler
- Leahy, Timothy J., US-amerikanischer Offizier, Generalmajor der US Air Force
- Leahy, Tom (* 1957), irischer Boccia-Spieler
- Leahy, William Daniel (1875–1959), US-amerikanischer Admiral, erster Flottenadmiral der US NavyWilliam Daniel Leahy (1875–1959)

William Daniel Leahy (1875–1959)

### Leai
- Lea’i, Raphael (* 2003), salonomischer Fußballspieler
- Leaina, athenische Hetäre

### Leak
- Leak, Maysa (* 1966), amerikanische R&B- und Jazzsängerin
- Leak, Sam, britischer Jazzmusiker
- Leake, Brian (1934–1992), britischer Jazzmusiker (Piano, Saxophon, Klarinette)
- Leake, Eugene W. (1877–1959), US-amerikanischer Politiker
- Leake, George (1856–1902), Premierminister von Western Australia
- Leake, John (1656–1720), englisch-britischer Admiral
- Leake, Lafayette (1920–1990), US-amerikanischer Bluespianist
- Leake, Shelton (1812–1884), US-amerikanischer Politiker
- Leake, Walter (1762–1825), US-amerikanischer Senator und Gouverneur von Mississippi
- Leake, William Martin (1777–1860), englischer Archäologe
- Leakes, NeNe (* 1967), US-amerikanische Schauspielerin
- Leakey, David (* 1952), britischer Generalleutnant und Generaldirektor des Militärstab der Europäischen Union
- Leakey, Felix William (1922–1999), britischer Romanist und Baudelaire-Spezialist
- Leakey, Jonathan (1940–2021), kenianisch-britischer Unternehmer, Entdecker des Homo habilis
- Leakey, Louis (1903–1972), kenianischer PaläoanthropologeLouis Leakey (1903–1972)

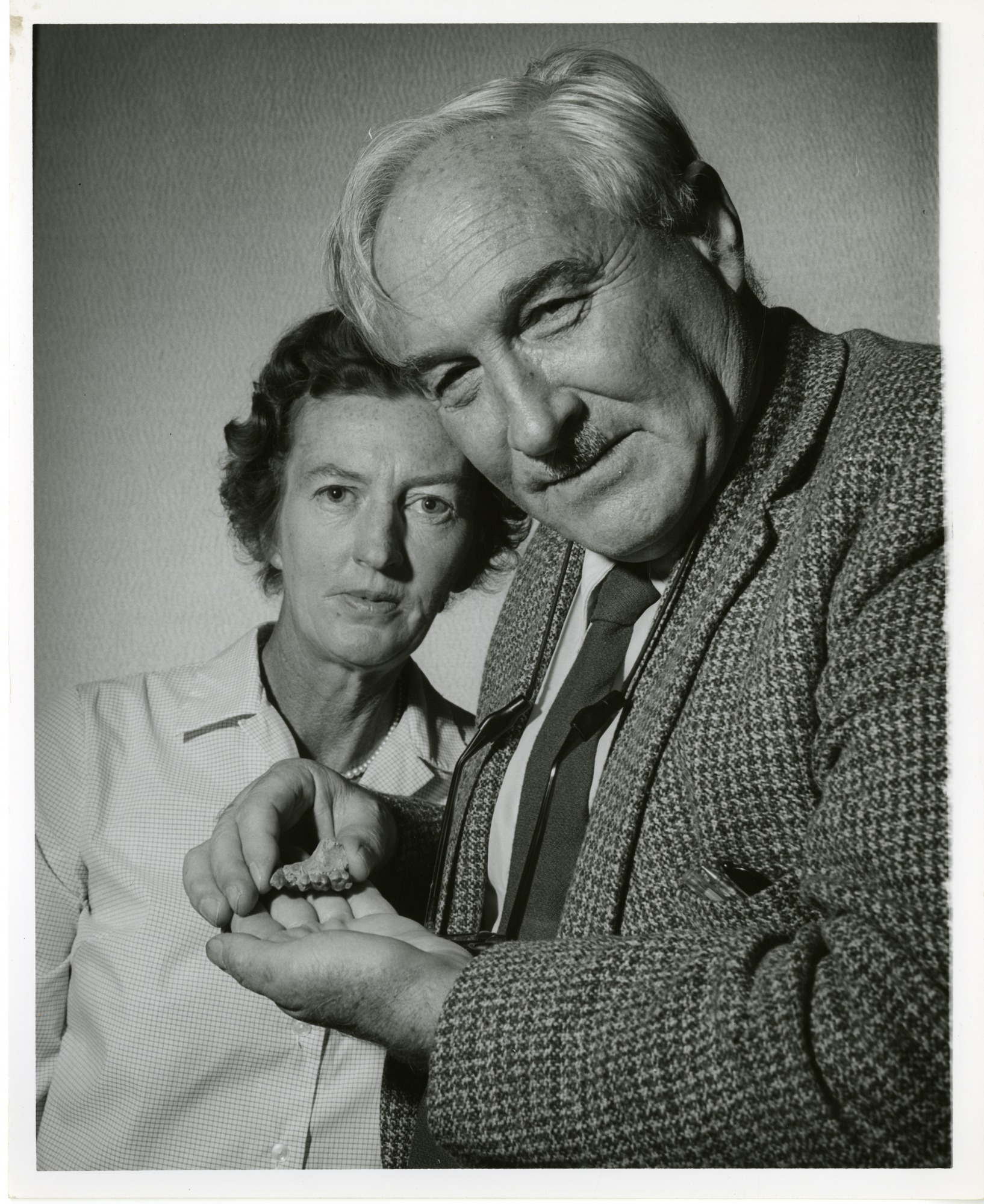
Louis Leakey (1903–1972)

- Leakey, Louise (* 1972), kenianisch-britischer Paläoanthropologin
- Leakey, Mary (1913–1996), britische Paläoanthropologin
- Leakey, Meave (* 1942), britische Paläoanthropologin
- Leakey, Richard (1944–2022), kenianischer Paläoanthropologe

### Leal
- Leal Audirac, Fernando (* 1958), Maler, Grafiker, Illustrator, Bildhauer und Designer
- Leal Penna, Aloysio José (1933–2012), brasilianischer Jesuit, römisch-katholischer Bischof
- Leal, Braulio (* 1981), chilenischer Fußballspieler
- Leal, Carlos (* 1969), Schweizer Schauspieler und Rapper
- Leal, Daniel Alsina (* 1988), spanischer Schachspieler
- Leal, Eugenio (* 1954), spanischer Fußballspieler
- Leal, Eusebio (1942–2020), kubanischer Historiker
- Leal, Fernando (1896–1964), mexikanischer Maler und Bildhauer
- Leal, Filipa (* 1979), portugiesische Journalistin, Lyrikerin, Drehbuchautorin und Moderatorin
- Leal, Gary (* 1943), US-amerikanischer Ingenieur
- Leal, Ivonne (* 1966), kubanische Speerwerferin
- Leal, Julian (* 1990), kolumbianisch-italienischer Automobilrennfahrer
- Leal, Luís (* 1987), são-toméischer Fußballspieler
- Leal, Mayra (* 1986), US-amerikanische Schauspielerin und Model
- Leal, Miguel (1961–2021), portugiesischer Reiter
- Leal, Milagros (1902–1975), spanische Schauspielerin
- Leal, Paulo d’Eça (1901–1977), portugiesischer Degenfechter
- Leal, Ramiro, US-amerikanischer Schauspieler und Produzent
- Leal, Randall (* 1997), costa-ricanischer Fußballspieler
- Leal, Raul (1886–1964), portugiesischer Schriftsteller, Okkultist und Rechtsanwalt
- Leal, Rayssa (* 2008), brasilianische Skateboarderin
- Leal, Sergio (* 1982), uruguayischer Fußballspieler
- Leal, Sharon (* 1972), US-amerikanische SchauspielerinSharon Leal (* 1972)

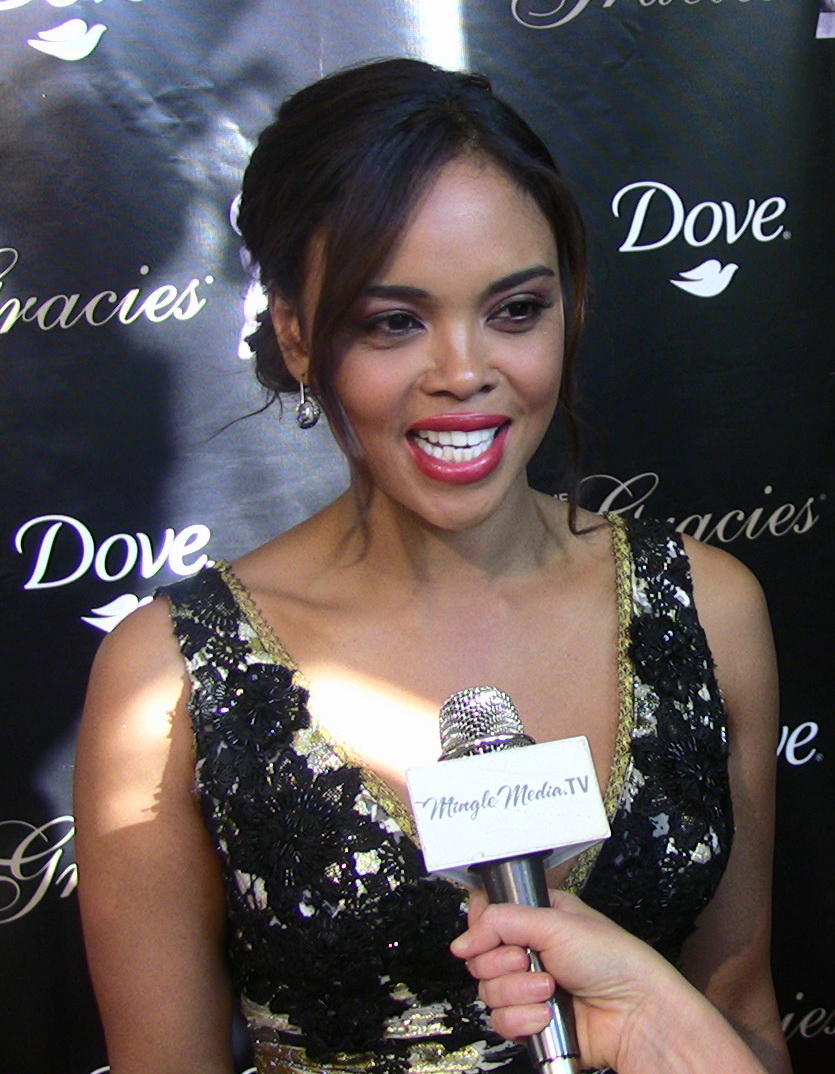
Sharon Leal (* 1972)

- Leal, Verónica (* 1977), mexikanische Radsportlerin
- Leal-Zanchet, Ana Maria (* 1966), brasilianische Zoologin
- Leali, Bruno (* 1958), italienischer Radrennfahrer
- Leali, Fausto (* 1944), italienischer Sänger
- Leali, Nicola (* 1993), italienischer Fußballspieler
- Lealofi, Tupua Tamasese IV. (1922–1983), samoanischer Politiker, Premierminister von Samoa
- Lealuga, Leaga (* 2005), amerikanisch-samoanischer Fußballspieler

### Leam
- Leaman, Oliver (* 1950), britischer Philosoph und Judaist
- Leamy, Robin (1934–2022), neuseeländischer römisch-katholischer Ordensgeistlicher, Bischof von Rarotonga und Weihbischof in Auckland
- Leamy, Robin (* 1961), US-amerikanischer Schwimmer

### Lean
- Lean, David (1908–1991), britischer FilmregisseurDavid Lean (1908–1991)

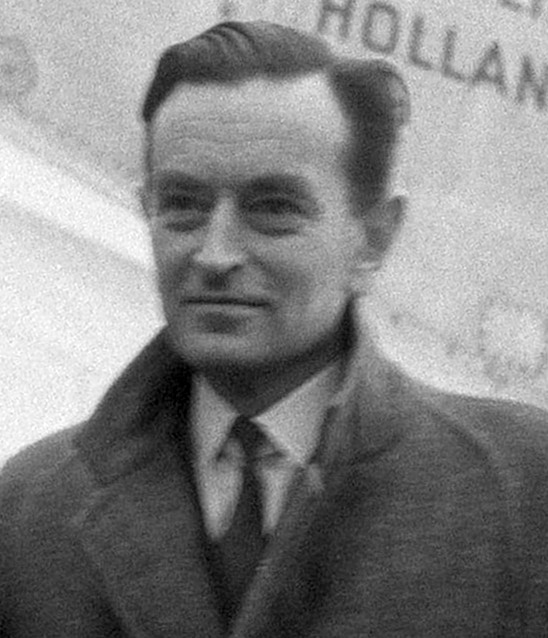
David Lean (1908–1991)

- Lean, David (* 1935), australischer Hürdenläufer und Sprinter
- Lean-Vercoe, Annemarie (* 1977), britische Kamerafrau
- Leancă, Iurie (* 1963), moldauischer Diplomat und Politiker
- Leand, Andrea (* 1964), US-amerikanische Tennisspielerin
- Leander von Sevilla († 600), westgotischer Erzbischof, Mönch
- Leander, Börje (1918–2003), schwedischer Fußballspieler
- Leander, Clemens (* 1988), deutscher Kostümbildner und Ausstatter
- Leander, George (1883–1904), US-amerikanischer Bahnradsportler
- Leander, Kathy (* 1963), Schweizer Sängerin
- Leander, Margot (* 1895), deutsche Konzert- und Opernsängerin (Sopran)
- Leander, Mike (1941–1996), britischer Musikproduzent und Arrangeur
- Leander, Pontus (1872–1935), schwedischer Orientalist und Semitist
- Leander, Thomas (* 1960), deutscher Pianist und Hochschullehrer
- Leander, Zarah (1907–1981), schwedische Schauspielerin und SängerinZarah Leander (1907–1981)

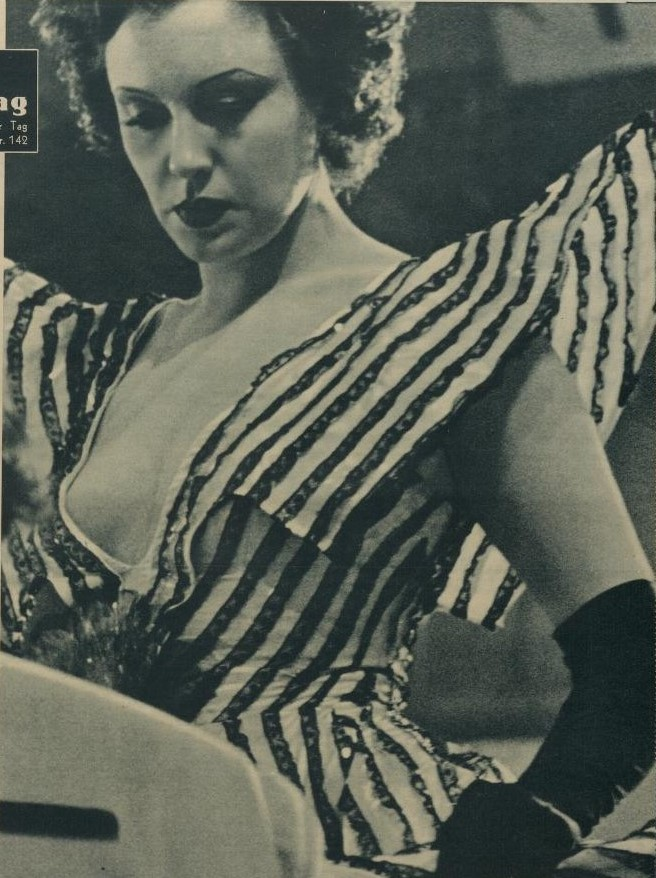
Zarah Leander (1907–1981)

- Leanderson, Matthew (1931–2006), US-amerikanischer Ruderer
- Leandersson, Gösta (1918–1995), schwedischer Marathonläufer
- Leandersson, Jonas (* 1990), schwedischer Orientierungsläufer
- Leandersson, Lina (* 1995), schwedische Schauspielerin
- Leanderthal Lady, Überreste eines weiblichen menschlichen Skeletts
- Leandoer, Kristoffer (* 1962), schwedischer Schriftsteller, Übersetzer und Literaturkritiker
- Leandrão (* 1983), brasilianischer Fußballspieler
- Léandre, Charles Lucien (1862–1934), französischer Illustrator, Karikaturist und Maler
- Leandré, Fritz (* 1948), haitianischer Fußballspieler
- Léandre, Joëlle (* 1951), französische Kontrabassistin
- Leandré, Joseph-Marion (* 1945), haitianischer Fußballspieler
- Léandri, Pascal (* 1974), französischer Handballspieler, -trainer und -funktionär
- Leandrinho (* 1985), brasilianischer Fußballspieler
- Leandrinho (* 1986), brasilianischer Fußballspieler
- Leandrinho (* 1993), brasilianischer Fußballspieler
- Leandrinho (* 1998), brasilianischer Fußballspieler
- Leandro Guerreiro (* 1978), brasilianischer Fußballspieler
- Leandro Thomaz, Rafael (* 1993), brasilianischer Fußballspieler
- Leandro, Ilídio Pinto (1950–2020), portugiesischer Geistlicher und römisch-katholischer Bischof von Viseu
- Leandros, Leo (* 1923), griechischer Komponist, Sänger, Texter und Produzent
- Leandros, Vicky, griechisch-deutsche SängerinVicky Leandros

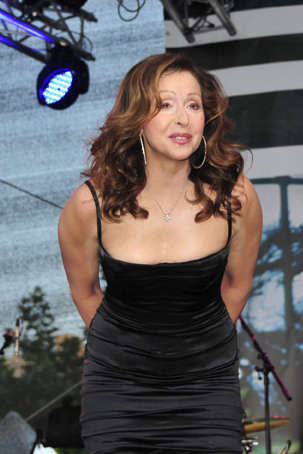
Vicky Leandros

- Leaney, Stephen (* 1969), australischer Golfspieler
- Leaño, Marcelo Michel (* 1987), mexikanischer Fußballtrainer
- Leanza, Armando F. (1919–1975), argentinischer Geologe und Paläontologe
- Leanza, Giuseppe (* 1943), italienischer Geistlicher, emeritierter Diplomat des Heiligen Stuhls
- Leanzjuk, Julija (* 1984), belarussische Kugelstoßerin

### Leao
- Leão, André (* 1985), portugiesischer Fußballspieler
- Leão, Duarte Nunes de († 1608), portugiesischer Rechtsgelehrter und Historiker
- Leão, João (* 1974), portugiesischer Ökonom und Finanzminister
- Leão, Nara (1942–1989), brasilianische Sängerin und Schauspielerin
- Leão, Rafael (* 1999), portugiesischer Fußballspieler
- Leão, Rodrigo (* 1964), portugiesischer Musiker und Komponist
- Leão, Vanilda (* 1977), brasilianische Beachvolleyballspielerin

### Leap
- Leapai, Alex (* 1979), australisch-samoanischer Schwergewichtsboxer
- Leape, James P. (* 1956), US-amerikanischer Anwalt für Umweltrecht
- Leaphart, Vincent (1931–1985), US-amerikanischer Gründer von MOVE

### Lear
- Lear, Amanda, französisch-britische Sängerin und EntertainerinAmanda Lear

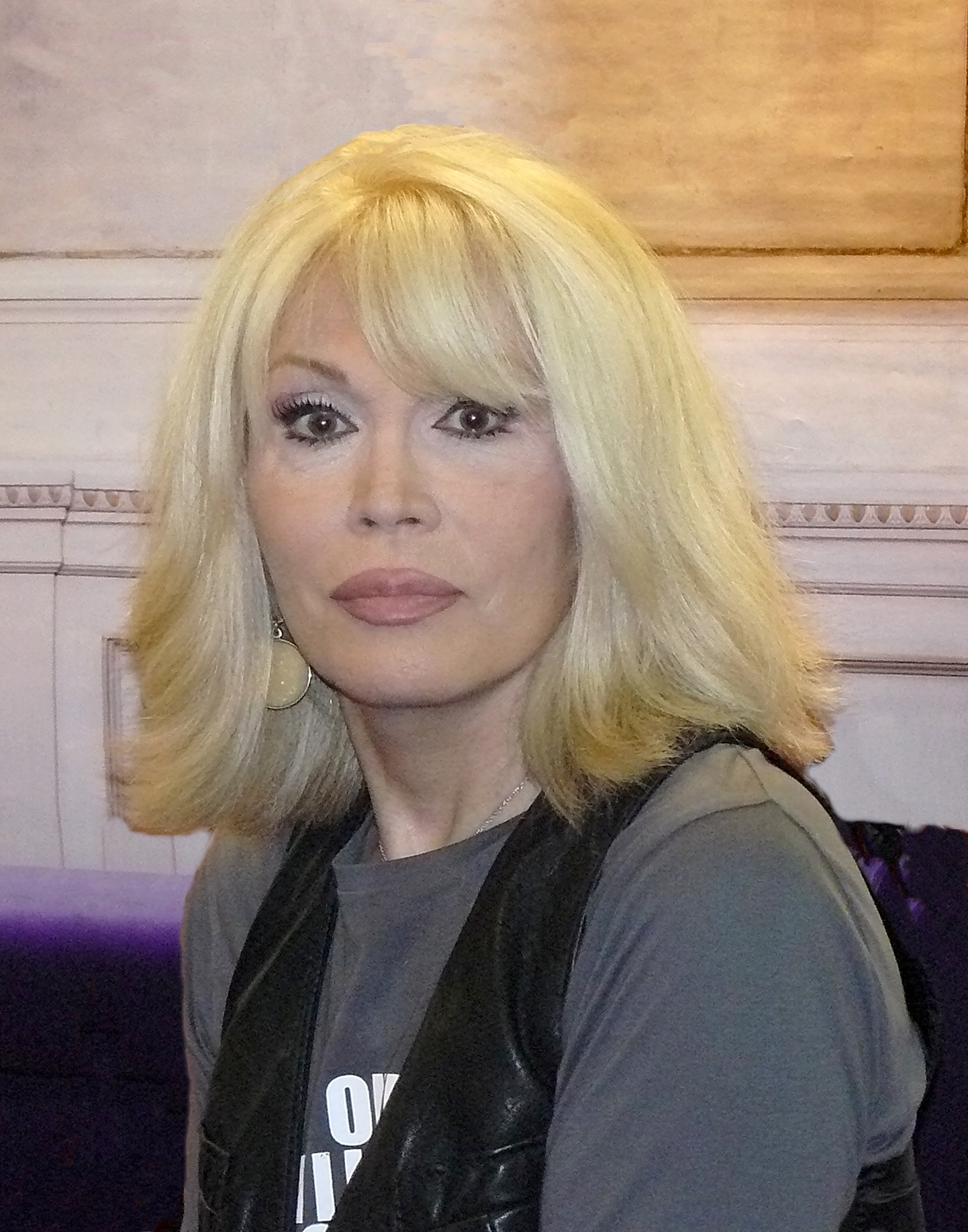
Amanda Lear

- Lear, Bailey (* 2001), US-amerikanische Sprinterin
- Lear, Ben (1879–1966), US-amerikanischer Militär, General der US Army
- Lear, Chuck (* 1946), US-amerikanischer Bogenschütze
- Lear, Edward (1812–1888), britischer Maler, Illustrator und Schriftsteller
- Lear, Enrique (1939–2011), argentinischer Tangosänger, -komponist und -dichter
- Lear, Evelyn (1926–2012), US-amerikanische Opernsängerin (Sopran)
- Lear, Jonathan (* 1948), US-amerikanischer Philosoph, Psychoanalytiker und Hochschullehrer
- Lear, Norman (1922–2023), US-amerikanischer Fernsehautor und Produzent
- Lear, William (1902–1978), US-amerikanischer Erfinder und Unternehmer
- Leardi, Paolo (1762–1823), piemontesischer Geistlicher und päpstlicher Diplomat
- Learmont, John (* 1934), britischer General
- Learmonth, Guy (* 1992), schottischer Mittelstreckenläufer
- Learmonth, James (1895–1967), britischer Chirurg
- Learmonth, Jessica (* 1988), britische Triathletin
- Learned, Amasa (1750–1825), US-amerikanischer Politiker
- Learned, Michael (* 1939), US-amerikanische Film- und TheaterschauspielerinMichael Learned (* 1939)

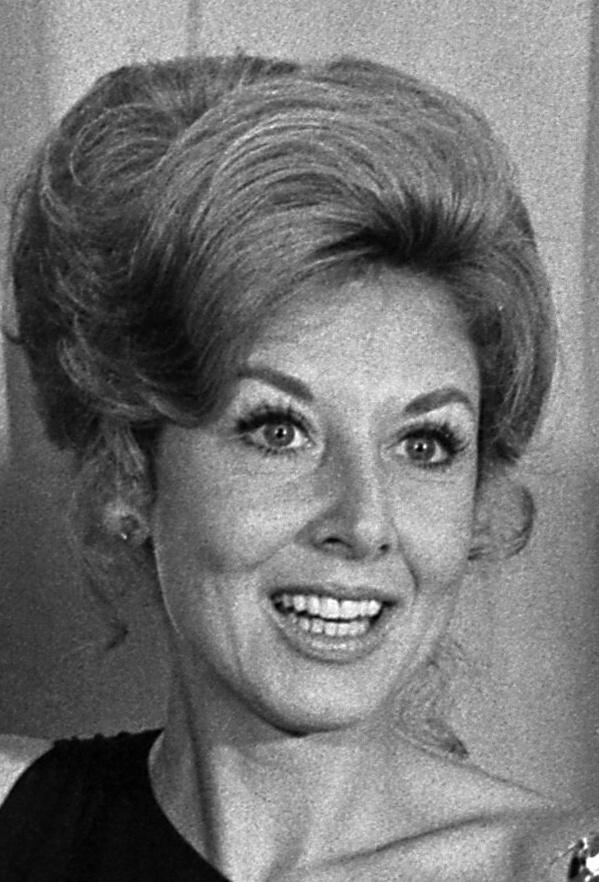
Michael Learned (* 1939)

- Learoyd, Jonathan (* 2000), französischer Skispringer
- Leary, Brianne (* 1957), US-amerikanische Schauspielerin und Erfinderin
- Leary, Cornelius (1813–1893), US-amerikanischer Politiker
- Leary, Denis (* 1957), US-amerikanischer Komiker und Schauspieler
- Leary, John Scott (1881–1958), US-amerikanischer Schwimmer
- Leary, Lewis (1906–1990), amerikanischer Literaturwissenschaftler
- Leary, Timothy (1920–1996), US-amerikanischer Psychologe und AutorTimothy Leary (1920–1996)

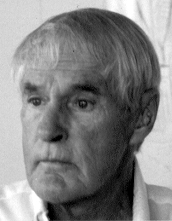
Timothy Leary (1920–1996)

### Leas
- Lease, Dave (* 1945), britischer Stabhochspringer
- Leask, Harry (* 1995), britischer Ruderer
- Leask, Michael (* 1990), schottischer Cricketspieler
- Leask, Rob (* 1971), deutsch-kanadischer Eishockeyspieler und -trainer

### Leat
- Leat, Anna (* 2001), neuseeländische Fußballtorhüterin
- Leath, Marvin (1931–2000), US-amerikanischer Politiker
- Leather, Diane (1933–2018), britische Leichtathletin
- Leather, Stephen (* 1956), britischer Autor und Journalist
- Leatherdale, Marcus (1952–2022), kanadischer Fotokünstler
- Leatherland, Charles, Baron Leatherland (1898–1992), britischer Politiker und Journalist
- Leatherman († 1889), amerikanischer Landstreicher in Connecticut
- Leatherman, Stephen (* 1947), US-amerikanischer Geowissenschaftler
- Leathers, Frederick, 1. Viscount Leathers (1883–1965), britischer Politiker und Manager, Peer
- Leathers, Lawrence (1981–2019), US-amerikanischer Jazzmusiker
- Leatherwood, Alex (* 1999), US-amerikanischer American-Football-Spieler
- Leatherwood, Elmer O. (1872–1929), US-amerikanischer Politiker
- Leatherwood, Gavin (* 1994), US-amerikanischer Schauspieler
- Leatherwood, Lillie (* 1964), US-amerikanische Sprinterin und Olympiasiegerin
- Leatherwood, Ray (1914–1996), US-amerikanischer Jazz- und Studiomusiker (Kontrabass, auch Tuba)
- Leathes, Stanley Mordaunt (1861–1938), britischer Historiker

### Leau
- Leau, Léopold (1868–1943), französischer Mathematiker
- Léaud, Jean-Pierre (* 1944), französischer SchauspielerJean-Pierre Léaud (* 1944)

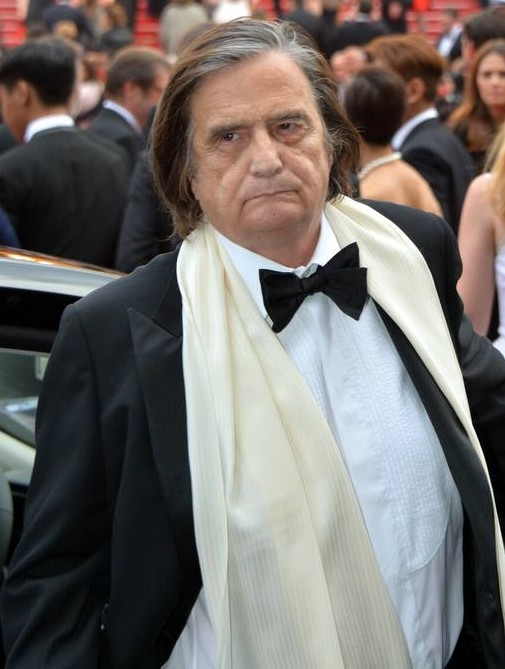
Jean-Pierre Léaud (* 1944)

- Léaumont, Jean de († 1584), französischer Heerführer zur Zeit der Hugenottenkriege
- Leaustic, Ronan, tahitianischer Fußballschiedsrichter
- Léautaud, Paul (1872–1956), französischer Schriftsteller und Theaterkritiker
- Léauté, Henry (1847–1916), französischer Ingenieur und Mathematiker
- Léauté, J.-F., französischer Miniaturmaler
- Léauté, Jacques (1883–1916), französischer Schwimmer
- Léautier, Frannie, tansanische Finanzexpertin und Bauingenieurin

### Leav
- Leavell, Chuck (* 1952), US-amerikanischer Musiker (Piano, Gesang, Songwriting), Forstwirt und Autor (Waldschutz)Chuck Leavell (* 1952)

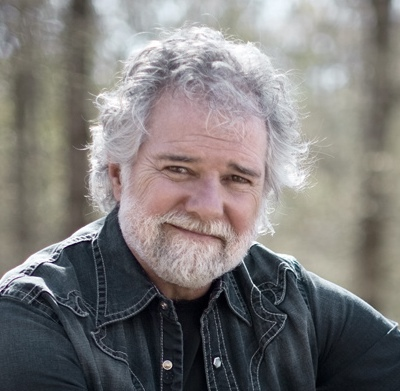
Chuck Leavell (* 1952)

- Leavelle, Jim (1920–2019), US-amerikanischer Polizist
- Leavenworth, Elias W. (1803–1887), US-amerikanischer Jurist und Politiker
- Leavenworth, Francis Preserved (1858–1928), US-amerikanischer Astronom
- Leavenworth, Scotty (* 1990), US-amerikanischer Filmschauspieler und Kinderdarsteller
- Leaver, Henrietta (1916–1993), US-amerikanische Schönheitskönigin, 1935 Miss America
- Leaver, Philip (1904–1981), britischer Schauspieler in Theater und Film
- Leavey, Nick (* 1986), britischer Hürdenläufer
- Leavins, Chris (* 1968), kanadischer Schauspieler
- Leavis, Q. D. (1906–1981), britische Literaturwissenschaftlerin
- Leavitt, Alex (* 1984), kanadischer Eishockeyspieler
- Leavitt, Charles (* 1970), US-amerikanischer Drehbuchautor
- Leavitt, David (* 1961), amerikanischer Schriftsteller
- Leavitt, Henrietta Swan (1868–1921), US-amerikanische Astronomin
- Leavitt, Humphrey H. (1796–1873), US-amerikanischer Politiker (Demokratische Partei)
- Leavitt, John (* 1956), US-amerikanischer Komponist, Dirigent, Pianist und Musikpädagoge
- Leavitt, Karoline (* 1997), US-amerikanische PolitikerinKaroline Leavitt (* 1997)

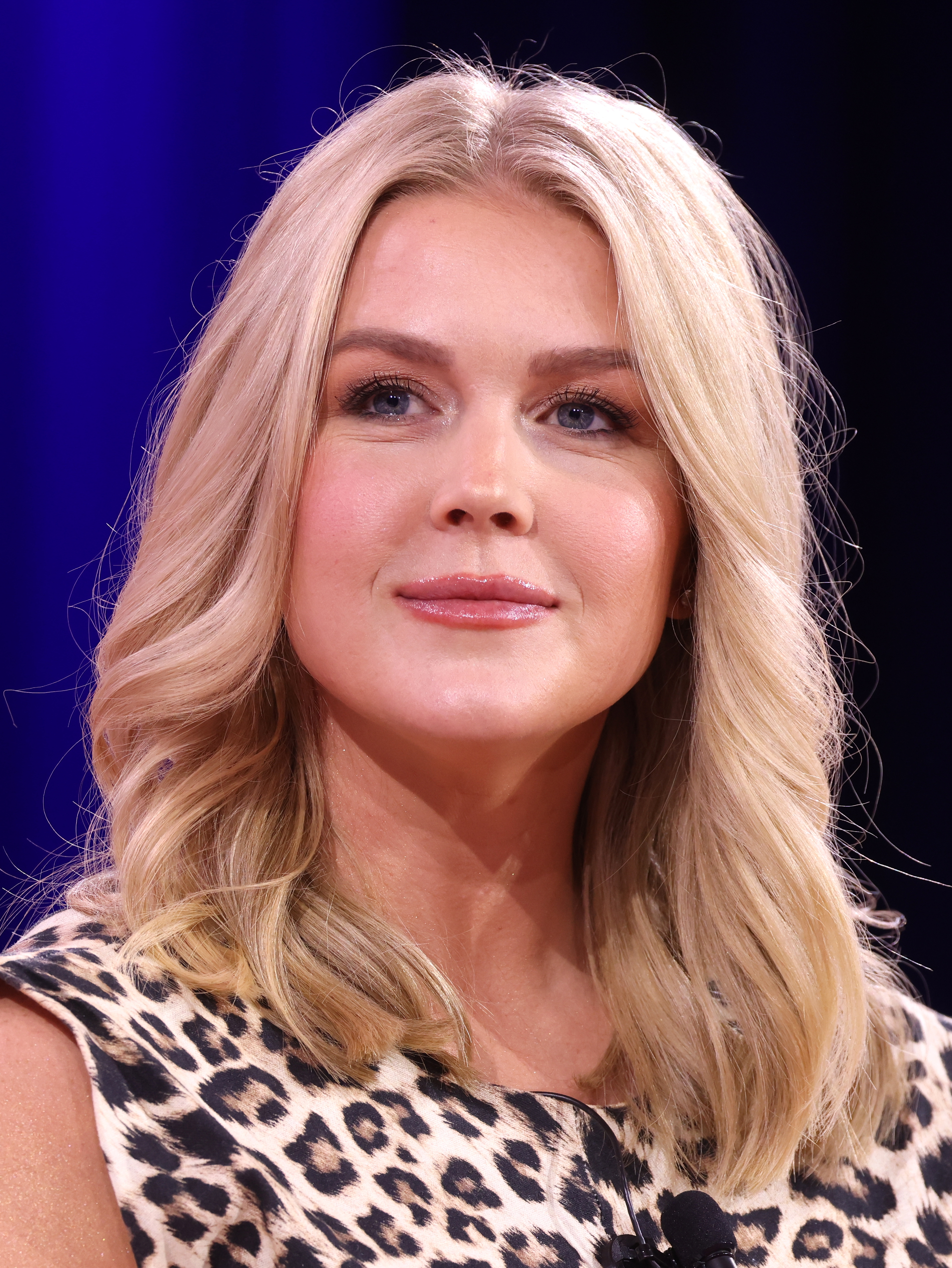
Karoline Leavitt (* 1997)

- Leavitt, Mary Greenleaf Clement (1830–1912), US-amerikanische Pädagogin, Suffragette, Frauenrechtlerin und Aktivistin der Woman's Christian Temperance Union
- Leavitt, Michael (* 1951), US-amerikanischer Politiker
- Leavitt, Myron E. (1930–2004), US-amerikanischer Jurist und Politiker
- Leavitt, Robert (1883–1954), US-amerikanischer Leichtathlet
- Leavitt, Ron (1947–2008), US-amerikanischer Drehbuchautor und Fernsehproduzent
- Leavitt, Sam (1904–1984), US-amerikanischer Kameramann
- Leavitt, Scott (1879–1966), US-amerikanischer Politiker
- Leavitt, Sturgis Elleno (1888–1976), US-amerikanischer Romanist und Hispanist
- Leavitt-Lawrence, Ken, US-amerikanischer Webentwickler und Rapper
- Leavitt-Morgan, Emma (1865–1956), US-amerikanische Tennisspielerin
- Leavy, Bill (1947–2023), US-amerikanischer Schiedsrichter im American Football
- Leavy, Charles H. (1884–1952), US-amerikanischer Politiker